# Niegowa (gemeente)

Monumentale ruïne van een kasteel in Mirów

De gemeente Niegowa is een landgemeente in het Poolse woiwodschap Silezië, in powiat Myszkowski.
De zetel van de gemeente is in Niegowa.
Op 30 juni 2004 telde de gemeente 5841 inwoners.

## Oppervlakte gegevens
In 2002 bedroeg de totale oppervlakte van gemeente Niegowa 87,57 km², waarvan:
- agrarisch gebied: 78%
- bossen: 14%

De gemeente beslaat 18,3% van de totale oppervlakte van de powiat.

## Demografie
Stand op 30 juni 2004:
| Omschrijving                   | Totaal | Totaal | Vrouwen | Vrouwen | Mannen | Mannen |
| ------------------------------ | ------ | ------ | ------- | ------- | ------ | ------ |
| eenheid                        | aantal | %      | aantal  | %       | aantal | %      |
| inwoners                       | 5841   | 100    | 2934    | 50,2    | 2907   | 49,8   |
| bevolkingsdichtheid (inw./km²) | 66,7   | 66,7   | 33,5    | 33,5    | 33,2   | 33,2   |

In 2002 bedroeg het gemiddelde inkomen per inwoner 1374,76 zł.

## Administratieve plaatsen (sołectwo)
Antolka, Bliżyce, Bobolice, Brzeziny, Dąbrowno, Gorzków Nowy, Gorzków Stary, Ludwinów, Łutowiec, Mirów, Moczydło, Mzurów, Niegowa, Niegówka, Ogorzelnik, Postaszowice, Sokolniki, Tomiszowice, Trzebniów, Zagórze.

## Aangrenzende gemeenten
Irządze, Janów, Kroczyce, Lelów, Włodowice, Żarki